# 자이르 보우소나루
자이르 메시아스 보우소나루(브라질 포르투갈어: Jair Messias Bolsonaro [ʒaˈiʁ meˈsi.ɐz bowsoˈnaɾu], 문화어: 자이르 메씨아스 볼쏘나루, 1955년 3월 21일~)는 브라질의 제38대 대통령이다. 보우소나루는 '브라질의 도널드 트럼프', '열대의 도널드 트럼프'라고 불릴 정도로 강한 극우 정치가로, 반공주의, 신자유주의, 사회보수주의를 주창하였다.

## 어린 시절
자이르 보우소나루는 1955년 3월 21일에 브라질 남동부의 상파울루주 글리세리우에서 태어났다. 그의 조상들은 거의 대부분이 베네토주와 칼라브리아주 출신의 이탈리아인이다. 그의 증조부인 비토리우 보우조나루(원래 성은 "보우조나루"로, 후에 "보우소나루"로 바뀌었다)는 이탈리아 베네토주 파도바현 출신으로, 10살 때인 1888년에 가족과 함께 브라질로 이민을 왔다. 또한 그의 외할머니는 토스카나주 루카 출신이다. 한편 그의 아버지의 외할아버지는 독일 출신으로, 함부르크에서 태어나 1883년에 브라질로 이민을 왔다.

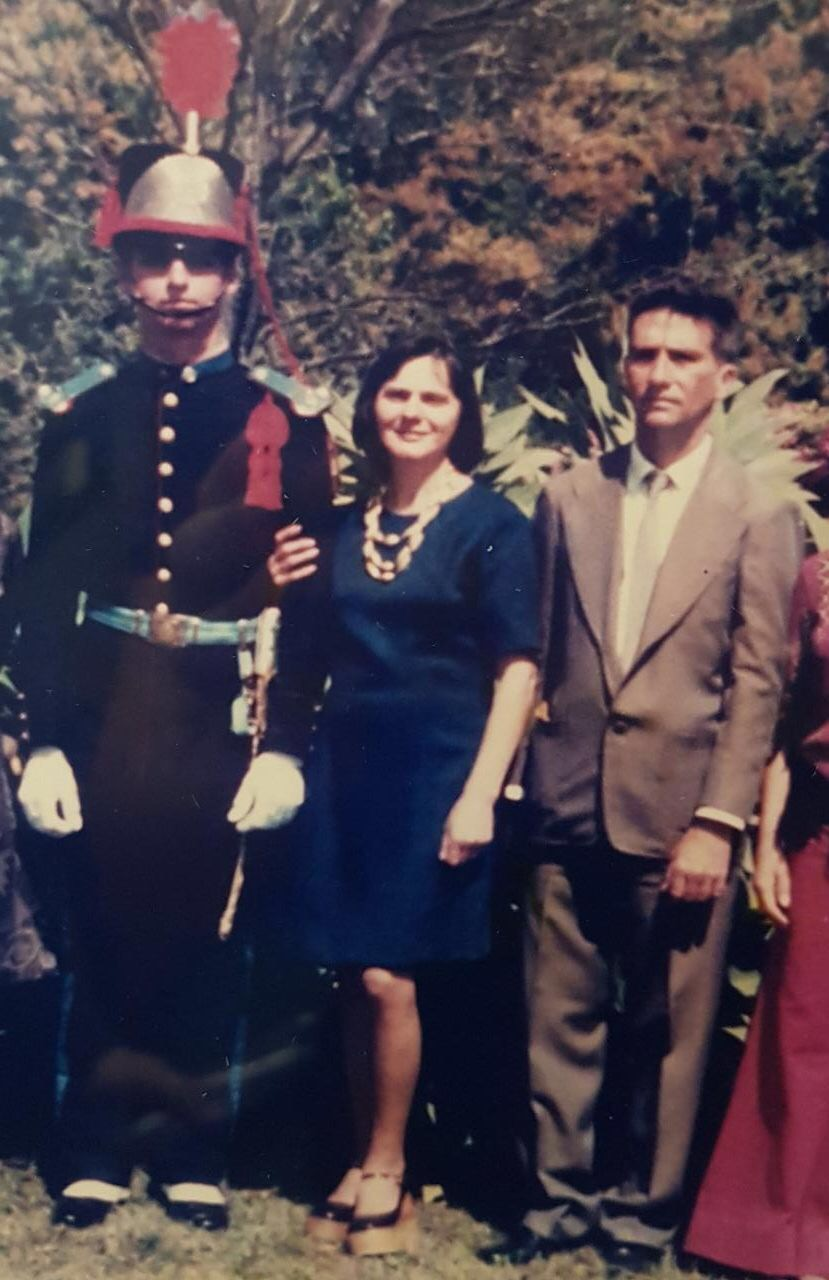
1974년 군사 학교에서의 자이르 보우소나루와 그의 부모

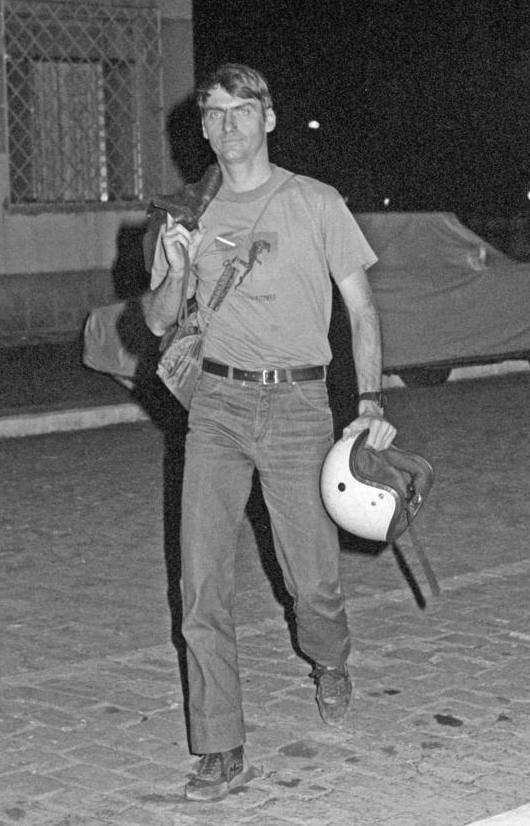
1986년의 보우소나루

보우소나루는 고등학교 마지막 해에 브라질 육군의 예비학교에 입학하여 브라질의 군사 학교로 보내졌으며, 1977년 졸업했다. 그는 잠시 동안 육군 낙하산 부대원을 지냈으며, 그의 상급 장교들은 그를 "야심적이고 공격적"이라고 묘사하기도 했다.
그의 첫 정치활동은 1986년, 극우 잡지 "베자"(포르투갈어: Veja)와의 인터뷰를 통해 이루어졌다. 그는 인터뷰에서 군대의 낮은 급여에 대해 불만을 표하고, 군 최고사령부가 예산 삭감으로 인해 장교들을 해임했다고 주장했다.
자이르 보우소나루는 이 인터뷰로 상관들로부터 질책을 받았으나, 브라질의 비군사정부에 반대하는 극우 반공주의 세력에게 큰 지지를 받았다. 이후 그는 군 복무 17년 만에 대위의 지위에 올랐다.

## 정치 경력

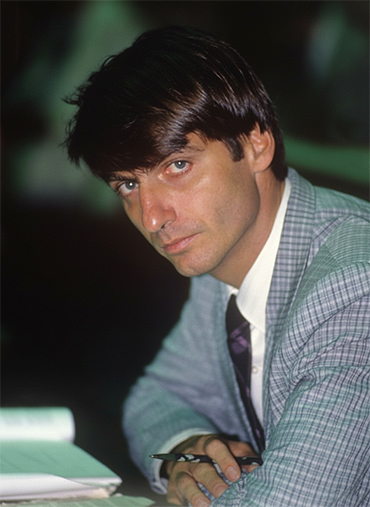
1990년 리우데자네이루 시의원 당시의 보우소나루

### 리우데자네이루 시의원
1988년, 보우소나루는 기독교민주당 소속으로 리우데자네이루 시의원에 선출되면서 정계에 입문했다.

### 브라질 대의원 의원
1990년에 치러진 선거에서 보우소나루는 기독교민주당 소속으로 리우데자네이루에서 대의원 의원으로 출마하여 당선되었다. 이후 그는 연속으로 4선에 성공했으며, 의원으로 재임한 수년 동안 브라질의 다른 여러 정당들과도 연합해왔다. 이후 2014년 선거에서도 당선되었는데 당시 그가 얻은 표수는 465,000표로, 이는 리우데자네이루의 선거구 중에서 가장 많은 표를 얻어 당선된 것이었다.
그는 브라질 의회에서 27년간 의원으로 재직하면서 최소 171개의 법안과 한 차례 헌법개정안을 제출했으며, 이중에서 2개의 법안이 통과되었다. 통과된 법안의 수가 적은 것에 대해 보우소나루는 "좌익 정당에 의해 박해를 받았다"라고 주장했으며, 또한 "대부분의 의원들은 의안 작성자가 누구인지에 따라 투표 여부를 결정한다"라고 말하기도 했다.
2018년 1월, 보우소나루는 기독교사회당에서 탈당하여 사회자유당에 입당했다. 원래 중도 정당이었던 사회자유당은 보우소나루가 입당한 이후부터 보수적이고 우익 성향을 띠는 정당으로 바뀌었으며, 이에 반발한 사회자유당 내의 중도 성향 의원들은 탈당하여 새로운 정당을 창당했다.

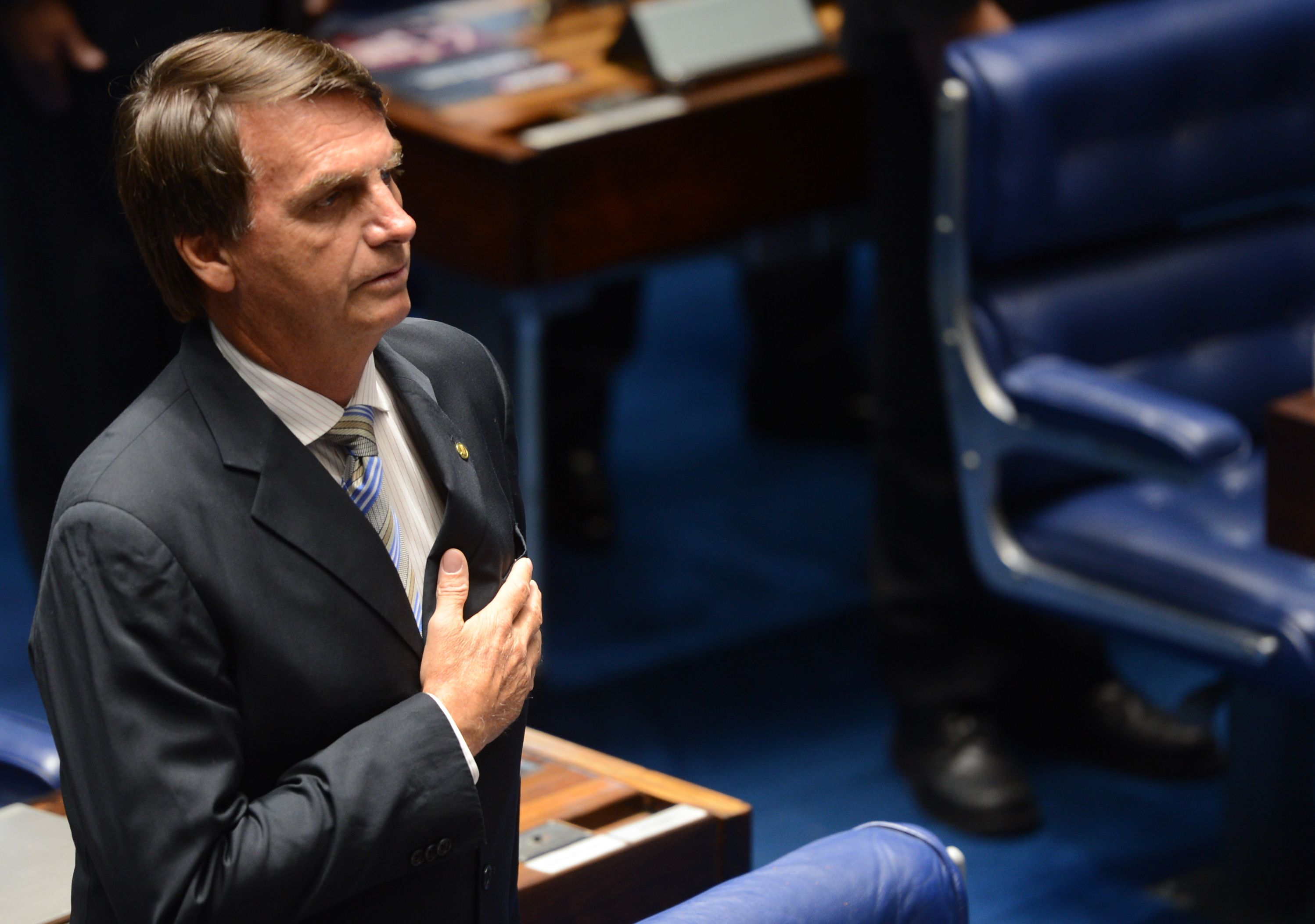
2014년 2월, 대의원 회의장에서의 보우소나루

### 2018년 대통령 선거

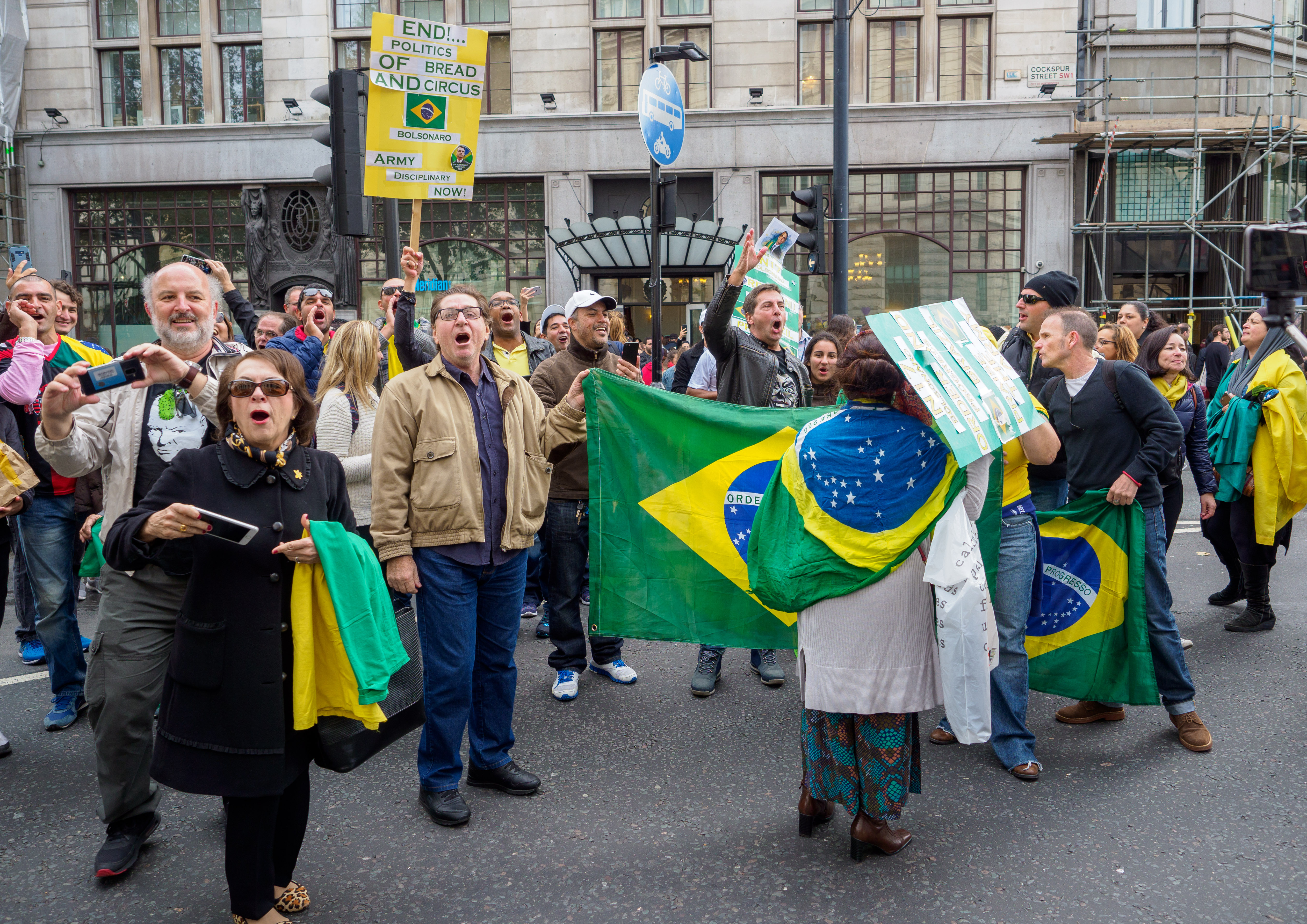
2018년 10월 7일, 런던의 보우소나루 지지자들

2018년 7월 22일, 보우소나루는 사회자유당의 2018년 대선 후보로 공식 지명되었다. 그의 선거 출마를 놓고 2건의 소송이 제기되었으나, 브라질 연방선거법원은 모두 기각하였으며 그의 대선 출마는 8월 6일 공식화되었다. 그는 8월에 육군에서 퇴역하는 아미우통 모랑 장군이 선거에 러닝메이트(부통령 후보)로 출마할 것이라고 발표했다.
정치 전문가들에 따르면, 선거 운동 초기에 보우소나루는 덜 공격적이고, 덜 대립적인 스타일을 취하면서 자신의 어조를 누그러뜨렸는데, 경제 정책에 있어서 그는 정부 주도의 경제 개발 정책을 지지했던 과거와는 달리 경제에 대한 정부의 개입을 줄이자는 주장을 지지하기 시작했다. 반면에 그는 범죄에 대한 강경한 입장과 "전통적인 가족 가치관"을 지지하는 자신의 입장을 강력히 고수했다. 또한 보우소나루는 경제 성장을 촉진하고 실업 문제를 해결하기 위해 상속세를 포함해 기업 전반에 걸쳐 세금을 인하할 계획이라고 밝혔다. 이와 함께 긴축 정책과 정부 지출 삭감을 약속했지만, 예산을 삭감할 곳을 결정하는 데에는 소극적이었다. 그는 또한 광범위한 규제 완화 조치를 취함으로써 연방 정부의 규모를 줄이고 관료주의를 타파하기 위해 노력할 것이라고 언급했다. 이렇게 보우소나루는 기록적인 범죄 속에서 치안을 회복하고 국가의 만연한 정치적 부패를 척결하겠다는 약속으로 대중의 지지세를 넓혀갔다. 이후 선거를 앞둔 10월에 보우소나루는 진보적 경제학자인 파울루 게지스를 재무장관에 임명하겠다고 발표했다.
대통령 선거의 1차 투표는 2018년 10월 7일 실시되었고, 여기서 보우소나루는 46.03% (49,277,010표)를 득표해 1위를 차지했다. 그러나 그가 당선을 위해 필요한 유효 투표의 과반을 얻지 못했기 때문에 결선 투표에서 그와 노동자당의 페르난두 아다지가 맞붙게 되었다. 이후 10월 28일에 실시된 결선투표에서 보우소나루는 55.13% (57,797,847표)의 득표로 선거에서 승리하며 제38대 브라질 대통령으로 당선되었으며, 2019년 1월 1일에 취임하였다.

## 정치 성향

### 보우소나루주의
정치계 진출 이전부터 자이르 보우소나루는 자신의 극우 성향을 공공연하게 들어냈다. 대통령 재임 기간 동안 보우소나루의 정책은 모두 반공주의, 신자유주의, 국민보수주의, 기독교 우익, 대서양주의 사회보수주의에 초점을 두고 있었다. 보우소나루는 브라질과 라틴아메리카 국가에 미국의 콘도르 작전의 일환으로 들어선 극우군사독재정권들을 공개적으로 찬양해 해 물의를 빚은 바 있으며, 극우 논객과의 유착 관계로 인해 논란을 일으켰다.

## 역대 선거 결과
| 선거명      | 직책명                               | 대수 | 정당          | 1차 득표율 | 1차 득표수   | 2차 득표율 | 2차 득표수   | 결과 | 당락                       |
| ----------- | ------------------------------------ | ---- | ------------- | ---------- | ------------ | ---------- | ------------ | ---- | -------------------------- |
| 1989년 선거 | 리우데자네이루 시의원                | -대  | 기독교민주당  | 0%         | -표          |            |              | -위  | 리우데자네이루 시의원 당선 |
| 1990년 선거 | 하원의원 (리우데자네이루 제-선거구)  | 49대 | 기독교민주당  | 2.98%      | 1,205,506표  |            |              | 1위  | 브라질 하원의원 당선       |
| 1994년 선거 | 하원의원 (리우데자네이루 제3선거구)  | 50대 | 개혁진보당    | 9.43%      | 4,307,878표  |            |              | 1위  | 브라질 하원의원 당선       |
| 1998년 선거 | 하원의원 (리우데자네이루 제10선거구) | 51대 | 브라질 진보당 | 11.34%     | 7,553,167표  |            |              | 1위  | 브라질 하원의원 당선       |
| 2002년 선거 | 하원의원 (리우데자네이루 제21선거구) | 52대 | 브라질 진보당 | 7.81%      | 6,828,375표  |            |              | 1위  | 브라질 하원의원 당선       |
| 2006년 선거 | 하원의원 (리우데자네이루 제14선거구) | 53대 | 진보당        | 7.15%      | 6,662,309표  |            |              | 1위  | 브라질 하원의원 당선       |
| 2010년 선거 | 하원의원 (리우데자네이루 제11선거구) | 54대 | 진보당        | 6.55%      | 6,330,062표  |            |              | 1위  | 브라질 하원의원 당선       |
| 2014년 선거 | 하원의원 (리우데자네이루 제1선거구)  | 55대 | 진보당        | 6.61%      | 6,429,791표  |            |              | 1위  | 브라질 하원의원 당선       |
| 2018년 선거 | 브라질의 대통령                      | 38대 | 사회자유당    | 46.03%     | 49,277,010표 | 55.13%     | 57,797,847표 | 1위  |                            |
| 2022년 선거 | 브라질의 대통령                      | 대   | 자유당        | 43.20%     | 51,072,234표 | 49.10%     | 58,206,354표 | 2위  | 낙선                       |